# Мейрон Черуті
Мейрон Черуті (19 жовтня 1997) — ізраїльський плавець.

## Виступи на Олімпійських іграх
| Олімпіада  | Дисципліна           | Місце |
| ---------- | -------------------- | ----- |
| Токіо 2020 | 50 м вільним стилем  | 17    |
| Токіо 2020 | 100 м вільним стилем | 29    |
| Париж 2024 | 50 м вільним стилем  | 13    |

## Зовнішні посилання
- Мейрон Черуті на сайті FINA (англійська)
- Мейрон Черуті на сайті SwimRankings.net (англійська)
- Мейрон Черуті на сайті Olympics.com (англійська)
- Мейрон Черуті на сайті Olympedia (англійська)
- Мейрон Черуті на сайті Olympic Committee of Israel (іврит)